# Frontera entre Ghana y Togo
La frontera entre Ghana y Togo es el límite que separa a estos dos estados de África Occidental. Se extiende por 877 km, al este de Ghana y al oeste de Togo. En la costa del golfo de Guinea, la frontera separa el puesto fronterizo de Aflao en el lado ghanés de la capital togolesa, Lomé.

## Historia
Su creación data de la Primera Guerra Mundial, cuando la colonia alemana de Togolandia, ocupada durante dos años por los ejércitos francés y británico, fue dividida en dos áreas de administración el 27 de diciembre de 1916. Después de la derrota de Alemania, la Sociedad de las Naciones otorgó mandatos de clase B sobre estos territorios a los dos países: Togolandia oriental para Francia y el Togolandia occidental para Reino Unido.
En 1960, la antigua Togolandia se independizó: la Togolandia francesa se convirtió en la República Togolesa, mientras que la Togolandia británica se incorporó a Ghana.